# خضر بن محمد حبلرودی رازی
شیخ نجم‌الدین خضر بن محمد بن علی رازی حَبله رودی، مشهور به علامه خضر حبله رودی متکلم و فقیه بنام شیعیِ قرن نهم است.

## زندگی‌نامه
از تاریخ دقیق تولد او اطلاعی در دست نیست.
اصل وی از ناحیه حبله رود، منطقه ای در جنوب غرب  شهرستان فیروزکوه، بوده و پدرش، شمس‌الدین محمدبن علی رازی، از علما بوده‌است.
خود او از عالمان معاصر علامه دوانی بوده و در منابع، جامع بیش‌تر علوم زمانه خود دانسته شده‌است.
شیخ حرّ عاملی علم و اعتقاد وی را ستوده‌است.
حبله رودی در شیراز از شمس‌الدین‌محمد، فرزند می‌رسید شریف جرجانی، علوم معقول را فرا گرفت و تا حدود ۸۲۸ نزد وی ماند، سپس عازم عراق شد.
وی مدتی نزد علمای حلّه تلمذ کرد، سپس به نجف رفت و تا پایان عمر در آن‌جا به تألیف و تدریس پرداخت.
او کتابدار (خازن) کتابخانه حرم علی بن ابی طالب بود.

## وفات
علامه خضر حبله رودی رازی در نجف وفات یافت و در همان‌جا به خاک سپرده شد.
تاریخ دقیق وفات وی در منابع نیامده، اما براساس سال تألیف برخی آثارش، احتمالاً وفات او حدود ۸۵۰ق بوده‌است.

## آثار
از حبله رودی آثاری برجای مانده که از جمله آنهاست:
- کاشف الحقایق
کاشف الحقایق فی شرح درّة المنطق، در شرح کتاب درّةالمنطق. شمس‌الدین محمد جرجانی کتاب کبری، نوشته پدرش می رسید. شریف جرجانی، را از فارسی به عربی ترجمه کرد و آن را درّةالمنطق نامید. کاشف‌الحقایق، به گفته خود حبله رودی، اولین تألیف اوست. وی آن را به درخواست محمدبن تاج‌الدین حاج خلیفه نوشته و در ۸۲۳ تألیف آن را به پایان رسانده‌است.[۱۰]
- جامع الدقائق
جامع الدقائق، در شرح رساله غرةالمنطق شمس‌الدین محمد جرجانی. غرةالمنطق ترجمه عربی کتاب صغری، اثر میرسیدشریف جرجانی، است. حبله رودی این شرح را در زمان حیات مؤلف، پیش از ۸۳۸، نوشته‌است. حبله رودی در انتهای جامع‌الدقائق از تألیف دیگر خود با عنوان کتاب القوانین نام برده که ظاهرآ آن نیز در حوزه منطق بوده‌است.[۱۱]
- التحقیق المبین
التحقیق المبین، شرح نهج‌المسترشدین فی اصول‌الدین تألیف علامه حلّی، که حبله رودی آن را در ۸۲۸، پس از مفارقت از، شمس‌الدین محمد، در حلّه تألیف نمود.[۱۲]
- جامع الاصول
جامع الاصول فی شرح رسالة الفصول یا شرح الفصول، در شرح رسالة الفصول خواجه نصیرالدین طوسی در کلام. اصل کتاب طوسی به فارسی (سی‌فصل) است. محمدبن علی جرجانی آن را به عربی برگرداند و علامه حبله رودی آن را شرح کرد. وی تألیف این کتاب را، که شرح مزجی است، در کربلا آغاز نمود و در ۸۳۴ در مشهد به پایان رساند.[۱۰]
- جامع الدرر
جامع الدرر، شرحی مبسوط بر باب حادی عشر علامه حلّی در کلام.

علامه حبله رودی در ۸۳۶ این اثر را تلخیص کرد و آن را مفتاح الغرر نامید.
- حقائق العرفان
حقائق العرفان فی خلاصة الاصول و المیزان.[۱۵]
- تحفةالمتقین
تحفةالمتقین فی اصول‌الدین، که در ۸۳۸ آن را تألیف نمود.[۱۶]
- التوضیح الانور
التوضیح الانور بالحجج الواردة لدفع شُبَه الاعور، که ردیه‌ای‌است‌بر کتاب یوسف‌بن‌مخزوم واسطی‌اعور. واسطی اعور کتاب خود، رسالةالمعارضة فی‌الرد علی‌الرافضة، را در رد مذهب تشیع در سال ۷۰۰ تألیف کرده بود. علامه حبله رودی در ۸۳۹ از تألیف التوضیح الانور فراغت یافت. شمس‌الدین محمد مهبلی حلّی نیز کتاب الانوار البدریة فی رّد شبه‌القدریة را در ۸۴۰ در رد کتاب واسطی نوشت. در منابع هر دو شرح ستوده شده، اما شرح علامه حبله رودی کامل‌تر و نیکوتر از کتاب دیگر دانسته شده‌است.[۱۰][۱۷]